# О’кей (сеть магазинов)
«О’кей» — российская сеть магазинов. Управляется компанией «О’кей групп», торговые комплексы строит компания  «Доринда» (офисы компаний расположены в Москве и Санкт-Петербурге). Магазины сети работают в Северо-Западном, Центральном, Южном, Приволжском, Уральском и Сибирском федеральных округах.

## История

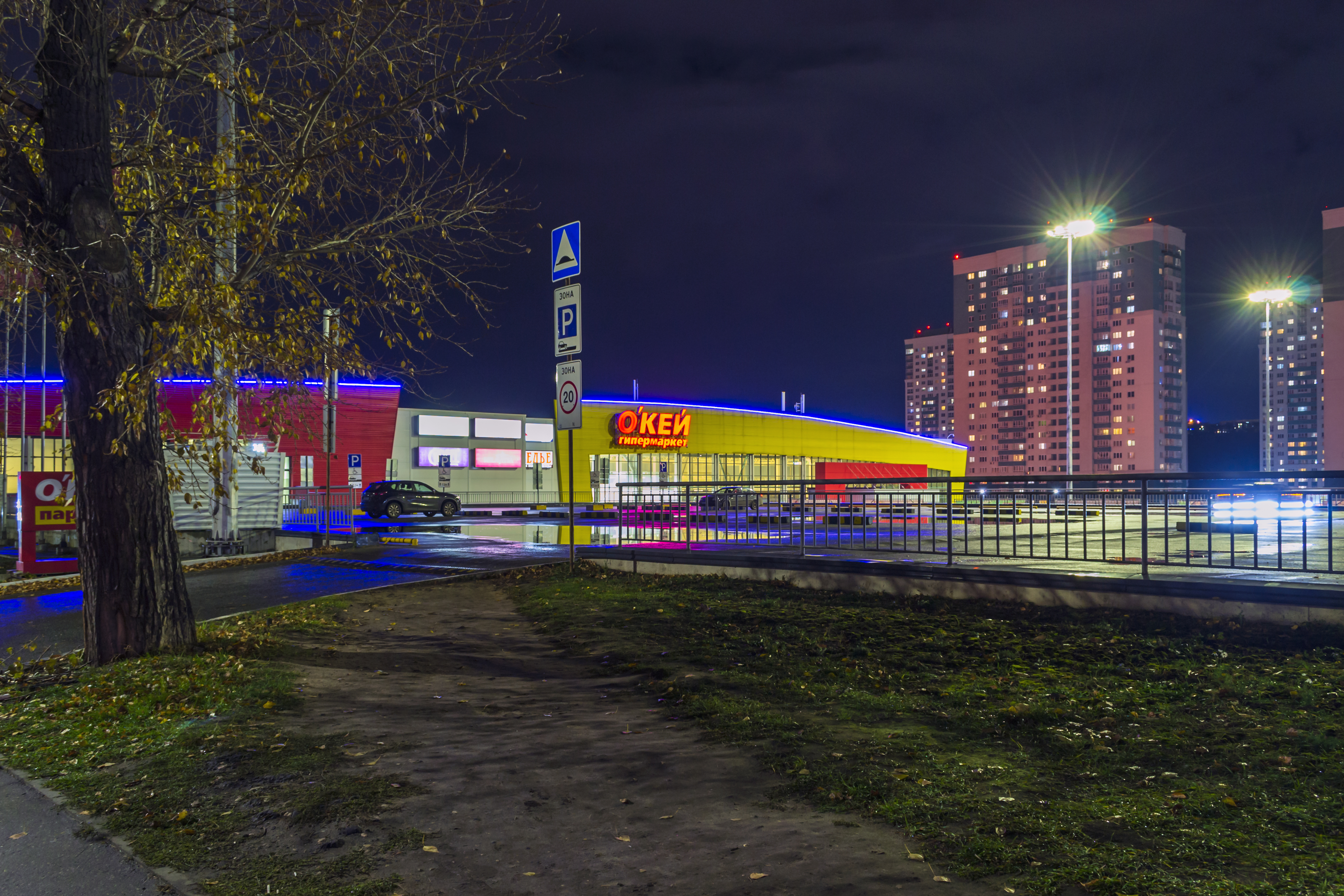
Гипермаркет «О’кей» в Ленинском районе Нижнего Новгорода

Группа компаний «О’кей» была основана и зарегистрирована в Санкт-Петербурге в 2001 году.
Первый гипермаркет сети открылся в Санкт-Петербурге в мае 2002 года, он расположился на Выборгском шоссе, 3, позади станции метро «Озерки». Проект создала архитектурная мастерская Митюрёва. В 2003 году мастерская получила за него премию «Архитектон» в номинации «Лучшая постройка», а в январе 2011 года у этого гипермаркета обвалилась крыша.
В 2003 году торговая сеть запустила в своих магазинах производство продуктов питания (пекарня и кулинария).
В 2006 году торговая сеть начала открывать супермаркеты.
18 ноября 2009 года сеть открыла первый магазин формата гипермаркет в Москве.

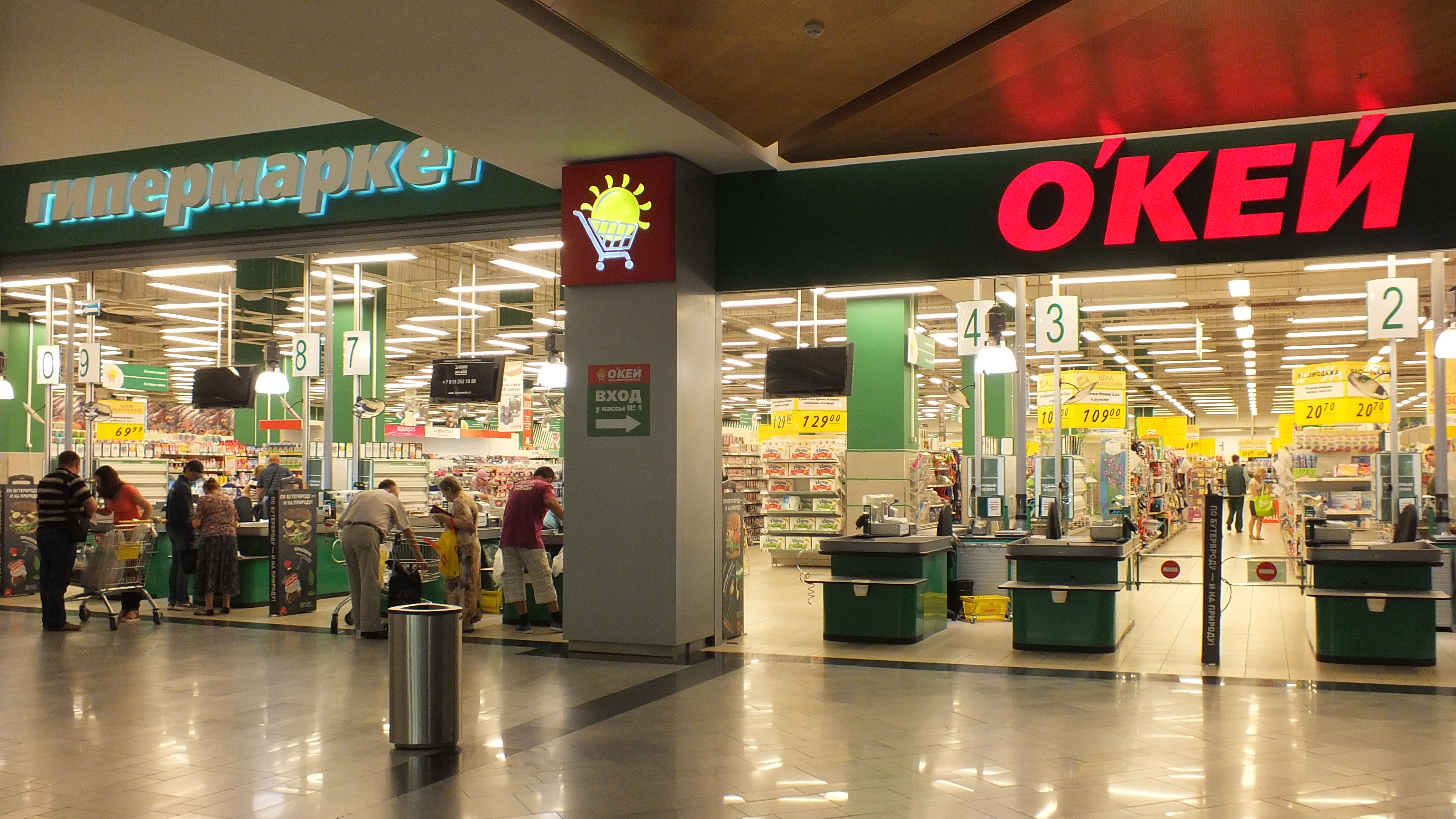
Гипермаркет «О’кей» в Москве в торгово-развлекательном центре «Гудзон» (Каширское шоссе)

В 2011 году группой «О’кей» была создана компания «Фреш маркет» с целью организации новой торговой сети. В сентябре 2015 года группа компаний «О’кей» запустила новую сеть магазинов — продуктовых дискаунтеров под брендом «ДА!», к концу 2020 года было открыто 118 магазинов в Москве и Московской области. К середине 2022 года у группы было уже 164 дискаунтера.
В 2015 году был запущен интернет-магазин с доставкой продуктов на дом.
В декабре 2017 года стало известно, что ФАС одобрила покупку супермаркетов «О’кей» компанией X5 Group. В 2018 году сеть «О’кей Экспресс» перешла к X5 Group, на их месте открылись супермаркеты «Перекресток».
В 2021 году компания вошла в рейтинг журнала Forbes «200 крупнейших частных компаний России» на 58 месте с выручкой 174,3 млрд рублей.

## Собственники и руководство
Номинальный единственный (100 %) владелец сети — люксембургская компания O’Key Group S.A. (ранее Dorinda Holding S.A.).
Бенефициарами данной компании являются Дмитрий Коржев (32 %), Дмитрий Троицкий (32 %), Борис Волчек (25 %), Хиллар Тедер (6 %). 
В декабре 2024 года появилась информация о намерении O’Key Group S.A. передать сеть гипермаркетов российскому менеджменту. При этом дискаунтеры «ДА!» в сделку не войдут.
В марте 2025 года акционеры приняли решение о редомициляции головной компании из Люксембурга в Россию, на остров Октябрьский в Калининграде.
Генеральным директором с марта 2007 года являлся Патрик Лонге, ранее занимавший пост генерального директора российского подразделения французской сети магазинов «Ашан». С февраля 2014 года генеральным директором «О’кей групп» назначен Тони Денис Майер, бывший топ-менеджер «Вимм-Билль-Данн». 1 мая 2015 года было принято решение о назначении Хейго Кера на должность генерального директора ГК «О’кей». Хейго начал сотрудничество с акционерами «О’кей» ещё в 2000 году, консультируя основателей компании, отвечая за разработку торговой концепции и контролируя внедрение операционных процессов. С 2010 по 2013 год Хейго был председателем Совета директоров ГК «О’кей». С 2013 по настоящее время Хейго является членом Совета директоров компании. В 2017 году назначен Миодраг Бороевич. В сентябре 2018 года генеральным директором «О’кей» назначен Армин Бургер. В июне 2022 года генеральным директором «О’кей» назначен Станислав Чирков.

## Деятельность

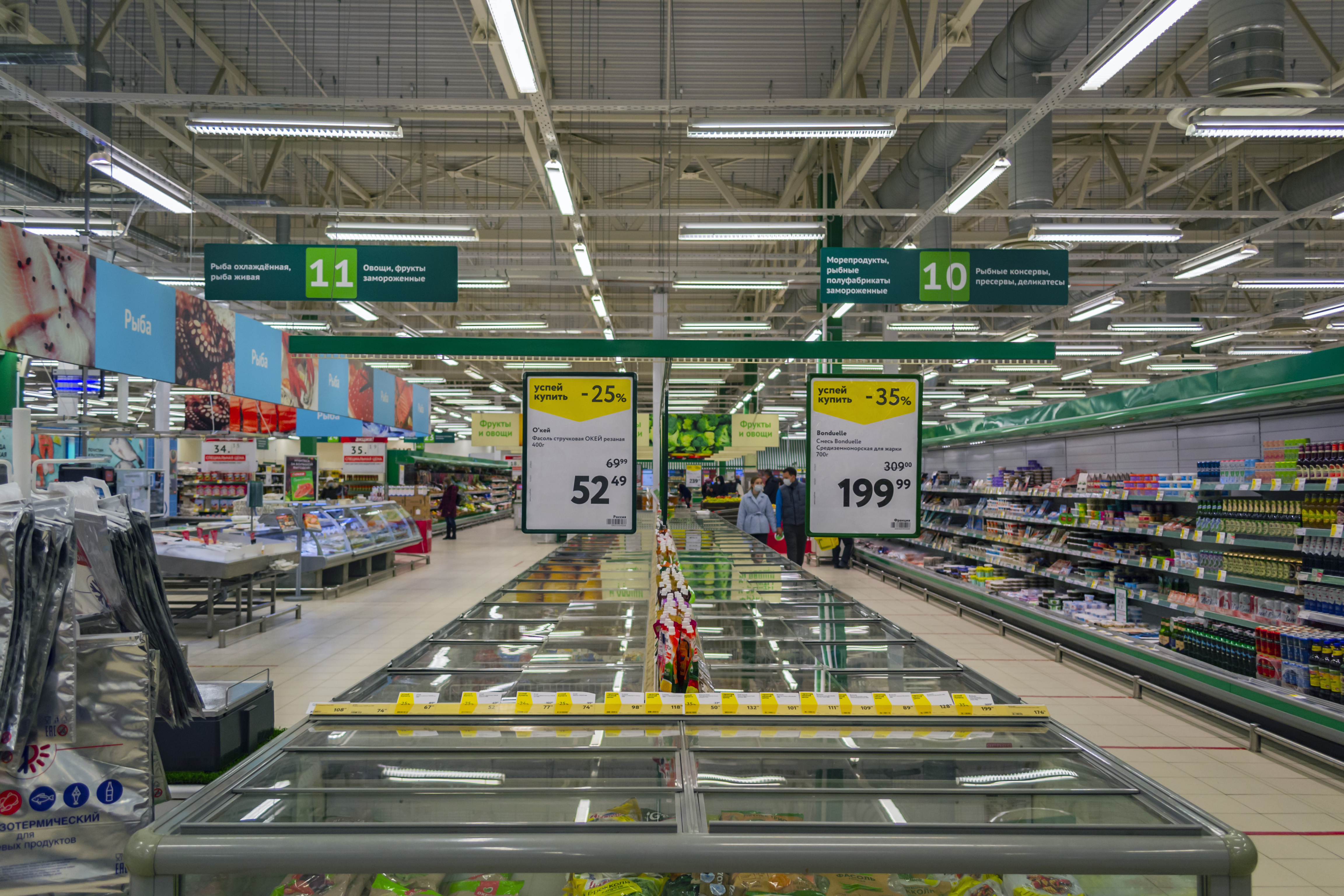
Интерьер гипермаркета «О’кей» в Ленинском районе Нижнего Новгорода

Болид «Макларен» в супермаркете «О’кей» в Тольятти во время рекламной акции виски «Джонни Уокер»

Розничная сеть группы на конец 2024 года объединяет 301 магазин: 77 гипермаркетов «О’кей» и 224 дискаунтера «ДА!». Для своих покупателей «О’кей» выпускает дисконтные пластиковые карты.
| Астраханская область  | Астрахань       | 2  |                      |
| Башкортостан          | Уфа             | 3  |                      |
| Волгоградская область | Волгоград       | 1  |                      |
| Воронежская область   | Воронеж         | 2  |                      |
| Ивановская область    | Иваново         | 1  |                      |
| Иркутская область     | Иркутск         | 1  |                      |
| республика Коми       | Сыктывкар       | 1  |                      |
| Краснодарский край    | Краснодар       | 4  |                      |
| Краснодарский край    | Сочи            | 1  |                      |
| Красноярский край     | Красноярск      | 2  | 20 июня 2008 года    |
| Ленинградская область | Гатчина         | 1  | 14 февраля 2014 года |
| Липецкая область      | Липецк          | 1  |                      |
| Москва                | Москва          | 6  | 18 ноября 2009 года  |
| Московская область    | Красногорск     | 2  | 22 ноября 2011 года  |
| Московская область    | Лобня           | 0  | 18 декабря 2009 года |
| Московская область    | Мытищи          | 2  | 2 марта 2013 года    |
| Московская область    | Ногинск         | 1  | 20 мая 2009 года     |
| Мурманская область    | Мурманск        | 1  |                      |
| Нижегородская область | Нижний Новгород | 3  |                      |
| Новосибирская область | Новосибирск     | 2  |                      |
| Омская область        | Омск            | 1  |                      |
| Оренбургская область  | Оренбург        | 1  |                      |
| Ростовская область    | Ростов-на-Дону  | 2  |                      |
| Ростовская область    | Новочеркасск    | 1  | 23 августа 2018 года |
| Саратовская область   | Саратов         | 1  |                      |
| Свердловская область  | Екатеринбург    | 3  |                      |
| Ставропольский край   | Ставрополь      | 1  |                      |
| Самарская область     | Тольятти        | 1  |                      |
| Санкт-Петербург       | Санкт-Петербург | 20 | 27 мая 2002 года     |
| Санкт-Петербург       | Колпино         | 1  | 3 сентября 2010 года |
| Санкт-Петербург       | Сестрорецк      | 0  | 21 апреля 2017 года  |
| Тюменская область     | Тюмень          | 3  |                      |
| Ханты-Мансийский АО   | Сургут          | 2  |                      |
| всего                 | 34              | 74 |                      |

| Финансовые показатели | Финансовые показатели            | Финансовые показатели | Финансовые показатели | Финансовые показатели                               | Финансовые показатели |
| Период                | Доход за период                  | Изменение             | Источник | Прочее                                              |                       |
| --------------------- | -------------------------------- | --------------------- | --- | --------------------------------------------------- | --------------------- |
| 2006 год              | 614,3 млн долл.                  |                       | консолидированные финансовые показатели Архивная копия от 27 мая 2016 на Wayback Machine за 2007 год                                                                    |                                                     |                       |
| 2007 год              | 30,6 млрд руб. / 1,19 млрд долл. |                       | Мария Соловиченко. «Окей» показал деньги // Ведомости, 25 мая 2009 консолидированные финансовые показатели Архивная копия от 27 мая 2016 на Wayback Machine за 2007 год | EBITDA — 2,18 млрд руб.                             |                       |
| 2008 год              | 50,3 млрд руб. 51,14 млрд руб.   |                       | Мария Соловиченко. «Окей» показал деньги // Ведомости, 25 мая 2009 консолидированные финансовые показатели Архивная копия от 29 мая 2016 на Wayback Machine за 2008 год | EBITDA — 4,7 млрд руб.                              |                       |
| 2009 год              | 67,87 млрд руб.                  |                       | консолидированные финансовые показатели Архивная копия от 31 мая 2016 на Wayback Machine за 2009 год                                                                    | по данным инвесткомпании Pollyanna Capital Partners |                       |
| 2010 год              | 82,7 млрд руб.                   |                       | Мария Плис, Оксана Кобзева. Окей хочет привлечь до $500 млн в ходе IPO Архивировано 2 февраля 2013 года. // Reuters, 26 апреля 2010                                     |                                                     |                       |
| 2011 год              | 93,134 млрд руб.                 | ▲ 12,66 %             | консолидированные финансовые показатели Архивная копия от 3 июня 2016 на Wayback Machine за 2011 год                                                                    |                                                     |                       |
| 2012 год              | 117,333 млрд руб.                | ▲ 25,98 %             | консолидированные финансовые показатели Архивная копия от 1 июня 2016 на Wayback Machine за 2012 год                                                                    |                                                     |                       |
| 2013 год              | 139,46 млрд руб.                 | ▲ 18,9 %              | годовой отчёт ООО «О’КЕЙ» за 2013 год консолидированные финансовые показатели Архивная копия от 31 мая 2016 на Wayback Machine за 2013 год                              |                                                     |                       |
| 2014 год              | 151,98 млрд руб.                 | ▲ 8,9 %               | консолидированные финансовые показатели Архивная копия от 3 июня 2016 на Wayback Machine за 2014 год                                                                    |                                                     |                       |
| I полугодие 2015 года | 75,884906 млрд руб.              | ▲ 4,4 %               | консолидированные финансовые показатели Архивная копия от 3 июня 2016 на Wayback Machine за I полугодие 2015                                                            |                                                     |                       |

За первое полугодие 2015 года выручка торговой сети по МСФО составила 75,88 млрд рублей, что на 4,4 % превышает показатель за аналогичный период предыдущего года.
Показатель EBITDA группы вырос на 5,5 % в годовом выражении, до 14,832 млрд руб., рентабельность по EBITDA осталась на прежнем уровне — 8,5 %. Выручка группы увеличилась на 5,6 % в годовом выражении, до 174 млрд руб. Выручка гипермаркетов «О’кей» выросла на 0,8 %, до 148 млрд руб., выручка «ДА!» — на 45,2 %, до 26 млрд руб.
В октябре — декабре 2024 г. чистая розничная выручка группы выросла на 5,3%, до 61,5 млрд руб. Продажи в гипермаркетах увеличились на 2,9%, в дискаунтерах — на 10,9%. 
Группа «О'кей» нарастила чистую розничную выручку на 2,6%, в январе — марте 2025 года, до 53,6 млрд руб. Выручка дискаунтеров «Да!» выросла на 10,1%, до 18,45 млрд руб. Рост объясняется увеличением сопоставимых продаж и расширением торговых площадей.

## Кредитные рейтинги
- «Эксперт РА» в 2018 году присвоило компании рейтинг ruA- с прогнозом «Позитивный». Годом позже ООО «О’Кей» получило рейтинг ruA- с прогнозом «Стабильный», этот рейтинг ежегодно подтверждается (2019-2024).

- В 2023 году рейтинговое агентство НКР присвоило ООО «О’Кей» кредитный рейтинг A.ru со стабильным прогнозом[25], в 2024 году рейтинг подтвердился[26]. В январе 2025 года НКР изменило прогноз по кредитному рейтингу со стабильного на «рейтинг на пересмотре — неопределённый прогноз» в связи с опубликованной «О’Кей» информацией о планируемой продаже бизнеса гипермаркетов, кредитный рейтинг компании продолжил действовать на уровне А.ru[27].

## «О’кей» на Украине
В 2007 году «О’кей» пришёл на рынок Украины. За два неполных года функционировало 4 гипермаркета сети: в Киеве, Кривом Роге, Запорожье, Харькове и недостроенный гипермаркет в Симферополе (общая торговая площадь — 36 тыс. м², оборот в 2008 году — 740 млн $.)
С весны 2008 проводились переговоры относительно продажи торговой сети, в которой принимало участие 14 претендентов. В октябре 2008 года все они отказались от покупки в связи с финансовым кризисом.
Но в июне 2009 года компания объявила о сворачивании деятельности. Все магазины были внезапно закрыты в один день, без объяснения причин, торговые площади были выставлены на продажу или в аренду. По оценкам специалистов, причина закрытия украинской сети — неумелое планирование стратегическими ресурсами и концепцией командой менеджеров, командированных из России, не знакомых с реалиями украинского рынка. Как результат — большие долги перед кредиторами и поставщиками.
Как стало известно позже, все (кроме харьковского) освободившиеся площади украинских гипермаркетов «О’кей» переданы в аренду французской сети «Ашан», которая также, к тому времени уже около двух лет, работала на рынке Украины. Соответствующий договор подписан 25 августа 2009 года, сумма сделки не разглашается.
Харьковский гипермаркет вместе с оборудованием и землёй передан в аренду крупнейшему украинскому ретейлеру Fozzy Group.
В 2013 году кредиторам ООО «О’кей Украина» было предложено мировое соглашение, что может стать прецедентом в украинском ретейле.

## Происшествия с магазинами и криминальные события связанные с «О’кей»
25 января 2011 года около 20:30 в Санкт-Петербурге в гипермаркете на Выборгском шоссе, 3/1 произошло частичное обрушение крыши. Один человек погиб, 14 человек ранены (позже количество пострадавших увеличилось до 17). Возбуждено уголовное дело. На следующий день все магазины этой торговой сети в Санкт-Петербурге приостановили работу.
9 января 2021 года в городе Иваново Ивановской области неизвестные напали на общественника, который выявил в гипермаркете «О’кей» факты продажи продуктов питания с истекшим сроком годности. Нападавшие перед нападением заявили, что это предупреждение общественнику от «О’кей». Позже «О’кей» всё же был оштрафован за продажу сыра с истекшим сроком годности. Гипермаркетом в данный период руководил директор — Шаульский Олег Владимирович.
Из-за гипермаркета «О’кей» в Иванове ООО «О’кей» в 2020 и 2021 году получило два штрафа за продажу продуктов с истекшим сроком годности — 305 000 и 350 000 рублей соответственно.
25 октября 2024 года в супермаркете «О'кей» на проспекте Космонавтов в Санкт-Петербурге 44-летний местный житель напал с ножом на посетителей, в результате чего пострадали пять человек, четверо из них были госпитализированы в тяжелом состоянии, один — в состоянии средней тяжести. Нападавший был доставлен в больницу в состоянии острого психоза, против него возбуждено уголовное дело о покушении на убийство двух и более лиц.

## Штрафы
«О’кей» регулярно получает штрафы. О некоторых штрафах сообщалось в СМИ, так, к примеру, в 2020 году «О’кей» в Москве оштрафовали на 3 000 000 рублей за навязывание невыгодных условий поставки продуктов, в Санкт-Петербурге на 100 000 за нарушение антиковидных мер, а в Иваново на 305 000, а в 2021 году на 350 000 рублей за продажу продуктов с истекшим сроком годности. Также в 2021 году в Омске на 150 000 рублей за рассылку СМС-рекламы.

## Частные торговые марки
- О’Кей[46]
- То, что надо! или ТЧН[47]
- Emotion Man, Emotion Lady, Emotion Kids
- 4home
- Dominant
- Selection Of Okey[48]